# تاریخچه پذیره آثار سعدی
سعدی از زمانِ زندگیِ خودش تا بعدها بسیار مشهور بود و آثارش ستایندگان و نکوهندگانِ فراوان داشته است. نکوهشِ کارِ سعدی در دورهٔ تجدّد تا بدان جا رسید که کامیار عابدی در اواخرِ قرنِ چهاردهمِ هجریِ خورشیدی کتابی به نامِ جدال با سعدی در عصر تجدد درباره‌اش نوشت.

## انتقادِ متجدّدان
با آغازِ جنبشِ مشروطهٔ ایران در دههٔ ۱۲۸۰، انتقاد از سعدی در میان برخی از روشنفکران رواج یافت. ناقدان آموزه‌های اخلاقی و حکمی سعدی را کهنه و ناسازگار با هنجارهای اجتماعی جدید قلمداد کرده و مورد نقد قرار داده‌اند. در این زمان که نبردی بین سنت و مدرنیته شکل گرفته بود، سعدی به عنوان یکی از نمادهای سنت مورد هجمهٔ نوگرایانی مانند میرزا فتحعلی آخوندزاده، میرزا عبدالرحیم طالبوف تبریزی، میرزا آقاخان کرمانی و دیگران قرار گرفت. همایون کاتوزیان، تاریخ‌نگار و منتقد ادبی معاصر، حجم انتقادات و تبلیغات منفی نوگرایان معاصر به اشعار سعدی در سال‌های بعد از ۱۳۲۰ را به حدی وسیع می‌داند که بسیاری از افراد بی‌آن که شعری از سعدی بخوانند، آثار او را مزخرف قلمداد می‌کردند. وی از این جریان به عنوان یکی از پدیده‌های عجیب قرن بیستم در ایران یاد می‌کند و آن را «پدیدهٔ سعدی‌کُشی در ایران» می‌نامد. در مقابل، کسانی مانندِ محمّدعلی فروغیِ سیاست‌مدار و محمّدتقی بهارِ شاعر به سعدی ارادت می‌ورزیدند.
گروهی از ناقدان آثار سعدی را دچار تناقض و فاقد نظم سیستماتیک دانسته‌اند. برای نمونه، علی دشتی در کتاب قلمرو سعدی، اطلاق کتاب اخلاقی به گلستان را مورد تردید قرار می‌دهد؛ چراکه برخی از حکایات آن را فاقد هرگونه نکتهٔ تربیتی و برخی را حتی مخالف اصول اخلاقی می‌شمرد. به عقیدهٔ وی هرچند که نکات اخلاقی و پند و اندرز به‌وفور در گلستان به‌چشم می‌خورَد، اما این کتاب — برخلاف دیگر کتاب‌هایی که به‌عنوان کتاب اخلاق شناخته‌می‌شوند — فاقد یک سیر مدون برای تبیین اصول اخلاقی از جهات و زاویه‌های مختلف است. دشتی، اگرچه به برخی تناقض‌گویی‌ها در آثار وی اشاره می‌کند، اما سخنوری سعدی را می‌ستاید و خود را «منتقد» سعدی یا گلستان نمی‌داند؛ چنان‌که در کتاب قلمرو سعدی می‌نویسد: «هدف انتقاد گلستان نیست، بلکه طرز پذیرش گلستان است… اگر گلستان را چنان‌که هست قبول کنند؛ یعنی مجموعه ملاحظات و لطایف، و پند و موعظه و بیان اوضاع روحی و اخلاقی زمان… دیگر ایرادی باقی نمی‌مانَد.» یان ریپکا نیز نظر مشابهی دارد و سعدی را فاقد مکتب فلسفهٔ اخلاق و نظام منسجم فکری می‌داند.
گروهی دیگر از منتقدان نیز با تکیه بر برخی از حکایت‌ها و اشعار سعدی، دیدگاه‌های وی را مبتنی بر برخی از ضدارزش‌های امروزی؛ مانند تقدیرگرایی، عدم برابری حقوق اجتماعی زن و مرد و مواردی از این دست می‌دانند. اسماعیل خویی بر گرایش‌های سازش‌کارانه و محافظه‌کارانهٔ سعدی انگشت گذاشته و از این لحاظ، وی را سزاوار نقد می‌بیند.
احمد کسروی یکی از منتقدان جدی سعدی به‌شمار می‌آید که در کل حرفهٔ شاعری را کاری بیهوده و ضداجتماعی می‌دانست و دربارهٔ بیشتر شاعران ایرانی بدگویی می‌کرد. از نظر کسروی، «سعدی اندیشه‌های پست و بی‌خردانهٔ زمان خود را به قالب سخن ریخته» و به‌صورت پند و اندرز بیان کرده است. وی تیر نقد را به سمت گرایش‌های جنسی سعدی نیز نشانه گرفته و او را از این منظر مورد سرزنش قرار داده است. علی شریعتی نیز در کتاب زن در چشم و دل محمد (که برگرفته از یکی از سخنرانی‌های اوست) در جایی که شواهدی مبنی بر روابط جنسی همجنس‌گرایانه در گذشته ارائه می‌کند، به استناد برخی از حکایات سعدی از جمله حکایت مسجد جامع کاشغر و حکایت قاضی همدان، به روابط عاشقانه سعدی با پسران اشاره و آن را تقبیح می‌کند. آرش نراقی، نویسنده و مترجم ایرانی نیز «عشق ورزیدن و مغازله ورزیدن‌های جنسی با کودکان و نوجوانان» در اشعار سعدی را سزاوار تقبیح می‌داند. وی اگرچه این موضوع را نوعی سنت ادبی در روزگار سعدی می‌داند، معتقد است که او در آثارش از این مناسبات با لذت و تحسین یاد کرده است. میرزا آقاخان کرمانی ابیات عاشقانهٔ سعدی را مورد نقد اخلاقی قرار داده است.
بخشی از دیدگاه‌های انتقادی که متوجه آثار سعدی شده، از جانب شاعران نوپرداز بوده که تلقی متفاوت و جدیدی از شعر و فرم پردازش آن داشته‌اند. احمد شاملو، شاعر نوپرداز معاصر، سعدی را اگرچه «ناظم» بزرگی می‌دانست؛ اما معتقد بود که آثار وی با معیارها و استنباط امروزی از شعر، مغایرت دارد. وی معتقد بود که سعدی تابع احساس نیست و عمیق نمی‌اندیشد؛ بلکه تنها مطالب را به زیبایی بیان می‌کند. از نظر نیما یوشیج، شاعر در پرداخت غنایی شعر به جای این که بگوید، باید نشان دهد. درحالی که به عقیدهٔ وی، اشعار سعدی فاقد چنین ظرافتی در خلاقیت معنایی و مفهومی است؛ برای نمونه به جای این که اندوه را غیرمستقیم به تصویر بکشد، سر راست به سراغ واژگانی چون ناله، گریه، روز وداع و عبارت‌هایی از این دست رفته است.